# Цітайський радіотелескоп
Сіньцзянський Цітайський 120-метровий радіотелескоп (англ. Xinjiang Qitai 120m Radio Telescope, QTT) — радіотелескоп, який будують в повіті Цітай в Сіньцзян-Уйгурському автономному районі в Китаї. Після завершення, запланованованого на 2028 рік, він має стати найбільшим у світі повністю рухомим одноантенним радіотелескопом. Проєкт будівництва антени здійснюється під керівництвом Сіньцзянської астрономічної обсерваторії Китайської академії наук.
Китай почав будувати Цітайський радіотелескоп у вересні 2022 року, а завершення будівництва має зайняти 6 років.

## Цілі
Повністю керована антена Цітайського радіотелескопа дозволить спостерігати 75% неба у будь-який момент. 
Радіотелескоп призначений для роботи на частотах від 150 МГц до 115 ГГц. Цітайський радіотелескоп і радіотелескоп FAST, також розташований у Китаї, можуть спостерігати частоти у «водній ямі», яким традиційно віддають перевагу вчені, що займаються пошуком позаземного розуму. Таким чином кожна обсерваторія може перевірити інопланетні сигнали, якщо вони будуть виявлені в цій тихій частині радіоспектру іншою обсерваторією.
Основні цілі Цітайського радіотелескопа включають отримання зображень пульсарів, областей зореутворення і великомасштабної радіоструктури Всесвіту. Іншими цілями є використання масивів таймінгу пульсарів для виявлення наногерцових гравітаційних хвиль, робота у складі радіоінтерферометра з наддовгою базою, вивчення міжзоряного середовища, галактик, чорних дір, темної матерії та проведення астрометрії.

## Розташування
Команда з вибору місць для радіотелескопів розглянула 48 місць-кандидатів по всьому Сіньцзяну. Вибране місце для об'єкта знаходиться в передгір'ях Тянь-Шаню, поблизу села Шихезі приблизно за 46 км (відстань по прямій лінії) на південний південний схід від центру повіту Цітай, міста Цітай. Гірські хребти, що оточують ділянку, повинні забезпечувати певний захист від електромагнітних завад. Влада пропонує створити навколо майбутнього об'єкта прямокутну зону радіотиші розміром 10 на 15 км, набагато меншу за Національну зону радіотиші США. У документі від жовтня 2023 року говорилося, що буде створена зона радіотиші радіусом 30 км. Вона охоплюватиме основну зону (2,5х4 км), зону обмеження (10х15 км) та координаційну зону (радіусом 30 км), — і кожна наступна зона матиме нижчий рівень контролю.

## Антена

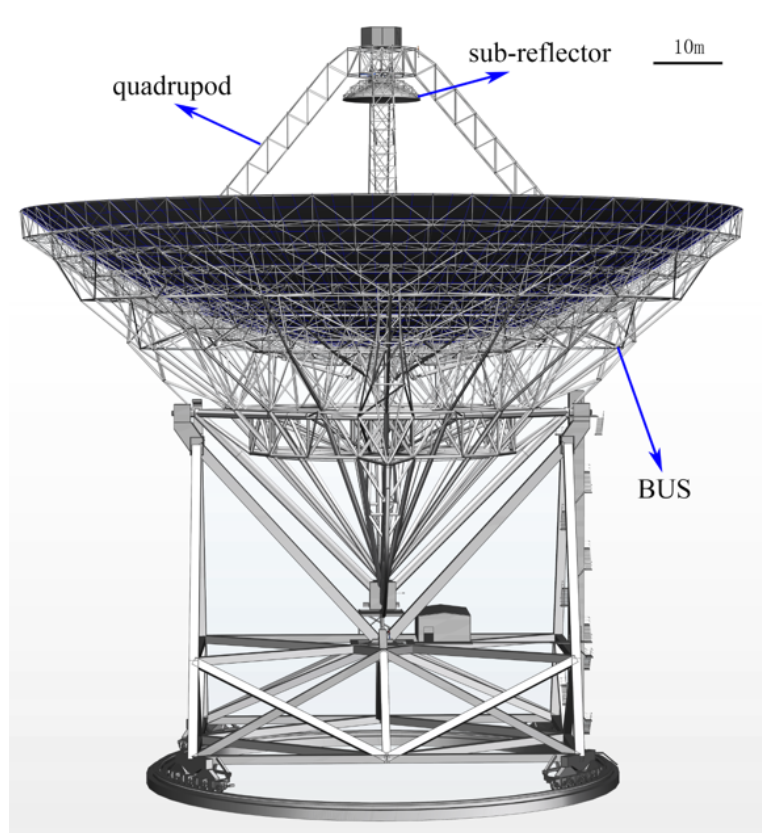
Тривимірна модель телескопа, опублікована Wang et al. (2023)

Цітайський радіотелескоп — це грегоріанська параболічна антена з активною поверхнею для корекції деформації, спричиненої силою тяжіння. Антена має альт-азимутальну конструкцію на колесо-гусеничному кріпленні. Конструкція задньої частини антени схожа на структуру телескопа Еффельсберг. Щоб зменшити власне навантаження та термічну деформацію, субрефлектор буде використовувати пластик, армований вуглецевим волокном. Телескоп може перемикатися між грегоріанським і основним фокусом. Для основного фокусу він використовує платформу основного фокусу, яка міститиме приймачі та допоміжне обладнання. Для доступу до телескопа, він міститиме ліфт, сходи, доріжки, платформи та кран.

## Приймачі
Цітайський радіотелескоп матиме широкосмугові, ультраширокосмугові, багатопроменеві фідери та фазовані решітки фідерів для довжин хвилі від 40 см до 3 мм, усі лінійно поляризовані. Наразі плануються лише приймачі від 40 см до 1,3 см.
| Тип                      | Смуга (см) | Радіочастота (ГГц) | Фокус          | T sys (K) |
| ------------------------ | ---------- | ------------------ | -------------- | --------- |
| Однопроменевий           | 40         | 0,27-1,8           | Первинний      | 20        |
| Однопроменевий           | 15         | 0,7-4              | Первинний      | 16        |
| Однопроменевий           | 5          | 4-16               | Грегоріанський | 18        |
| Однопроменевий           | 1.3        | 16-30              | Грегоріанський | 20        |
| Фазована решітка фідерів | 20         | 0,7-1,8            | Первинний      | 20        |